# Falun
Falun je město v centrálním Švédsku. Je správním centrem kraje Dalarna. Těžba mědi v okolí města a dělnické čtvrti města jsou od roku 2001 na seznamu Světového dědictví UNESCO.

## Historie
Město Falun vyrostlo kolem dolů na měď a obživa obyvatel města byla dlouho na těžbě mědi závislá. Těžilo se zde nepřerušeně přes tisíc let a podle některých pramenů se zde těžilo od 8. století. Podle legendy naleziště mědi objevil ve skutečnosti kozel, který se zatoulal do míst ložiska, vyválel se na zemi a když se vrátil do vesnice, měl rohy obarvené mědí.
Původní těžba probíhala v malém měřítku místními zemědělci. Profesionalizovat se začala až ke konci 13. století. Ve 14. století se vytvořilo malé sídlo, 1641 dostal Falun městská práva. V polovině 17. století bylo dosaženo špičkové produkce kolem 3000 t mědi ročně, poté vytrvale klesala až na méně než 300 t ke konci 19. století. Další rozvoj města začal po výstavbě železnice a továren. V 20. století se město vyvinulo na administrativní a vzdělávací centrum. V roce 1992 byl zavřen poslední důl. Těžba mědi v okolí města a dělnické čtvrti města jsou od roku 2001 na seznamu Světového dědictví UNESCO.

## Geologie
Ložisko Falun patří k nejbohatším sulfidickým ložiskům Švédska. Ačkoliv jde o sulfidické typy rud, přítomnost magnetitových rud v ložisku indikuje souvislost s železnorudnými horizonty. Rudy jsou masivní, vtroušené a další typ je lokálně zván „sköl“. Tento typ sestává z vtroušených rud a žilek chalkopyritu, pyrhotinu, sfaleritu a galenitu.

## Turistická lákadla
Nachází se zde sportovní areál Lugnet. Jeho součástí jsou dva skokanské můstky. Konala se zde mistrovství světa v klasickém lyžování v letech 1954, 1974, 1993 a 2015. Konají se zde i soutěže v severské kombinaci, biatlon, skoky, lyžování. Město kandidovalo i na zimní Olympijské hry, ale neúspěšně. Dalším lákadlem jsou samozřejmě doly zapsané v UNESCO. A nedaleko se nachází rodiště Carla Larssona - Sundborn.

## Sport
Ve městě sídlí florbalový klub IBF Falun, který v letech 2013, 2014, 2015, 2017, 2020, 2021 a 2022 vyhrál Švédskou Superligu.

## Zajímavosti
S městem Falun se pojí ještě dva pojmy –⁠ Faluröd a Falukorv. 
Faluröd je tmavočervená barva, které je známá z typických švédských domků. Tato barva byla používána na domy od 16. století a v 17. století se rozšířila po celém Švédsku. V průběhu 18. století se stala národní barvou domů a dodnes je oblíbená. 
Falukorv je typická švédská uzenka, podobná německému salámu Lyoner, případně trošičku i českému točenému salámu. Vznikla zde v 16.-17. století, ale současnou podobu získala až na konci století devatenáctého. Ve Falunu ji po pět generací vyráběla rodinná firma Melkers s obratem 150 milionů švédských korun v roce 2012. Firma zkrachovala v roce 2021.

## Partnerská města
- Grudziądz, Polsko
- Gütersloh, Německo
- Hamina, Finsko
- Røros, Norsko
- Vordingborg, Dánsko

## Fotografie

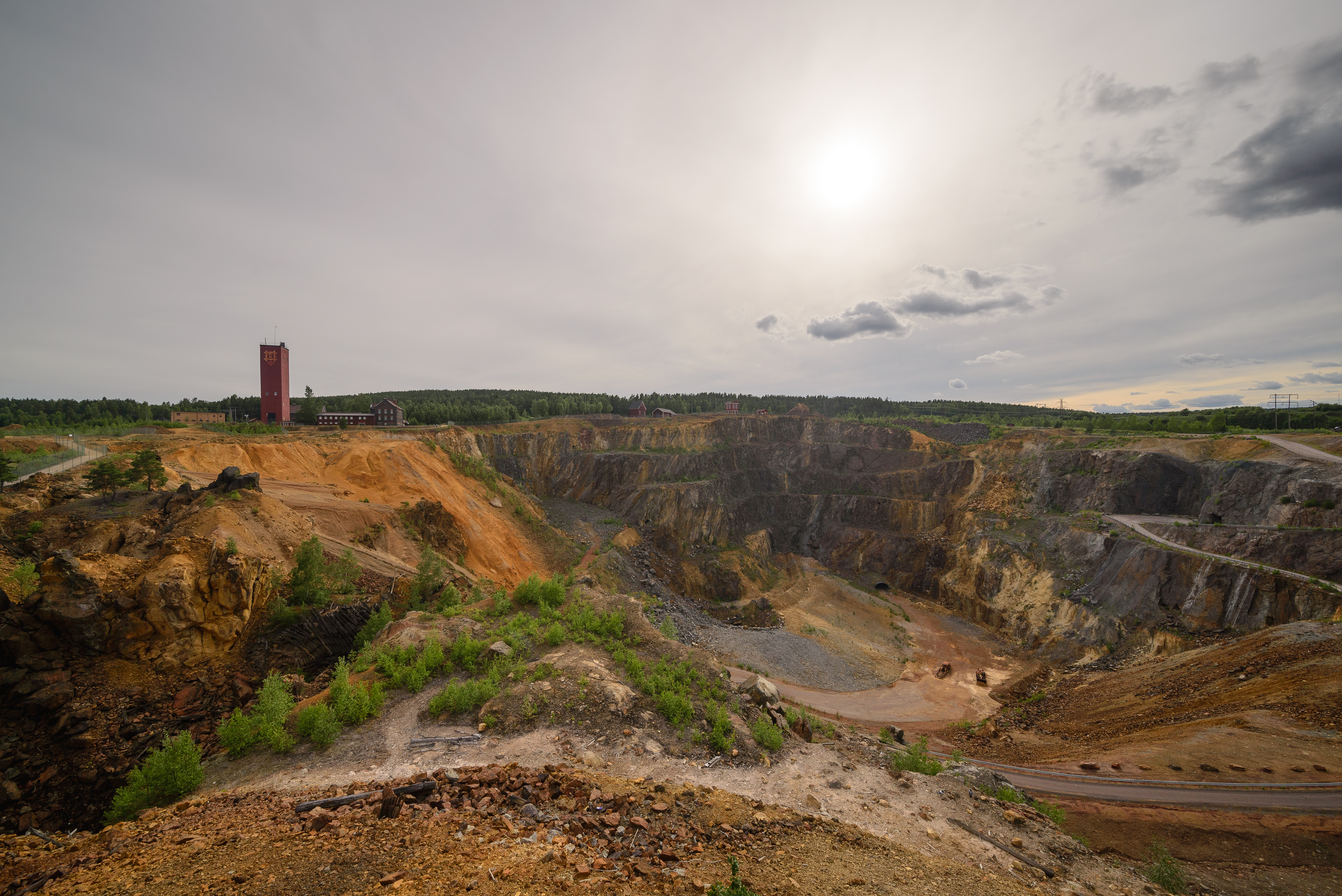
Měděný důl Falu koppargruva
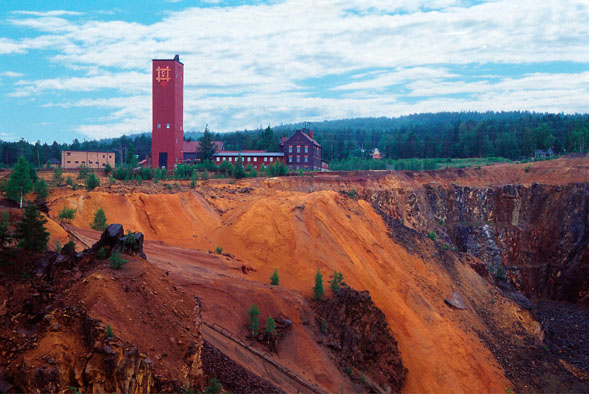
Měděný důl Falu koppargruva
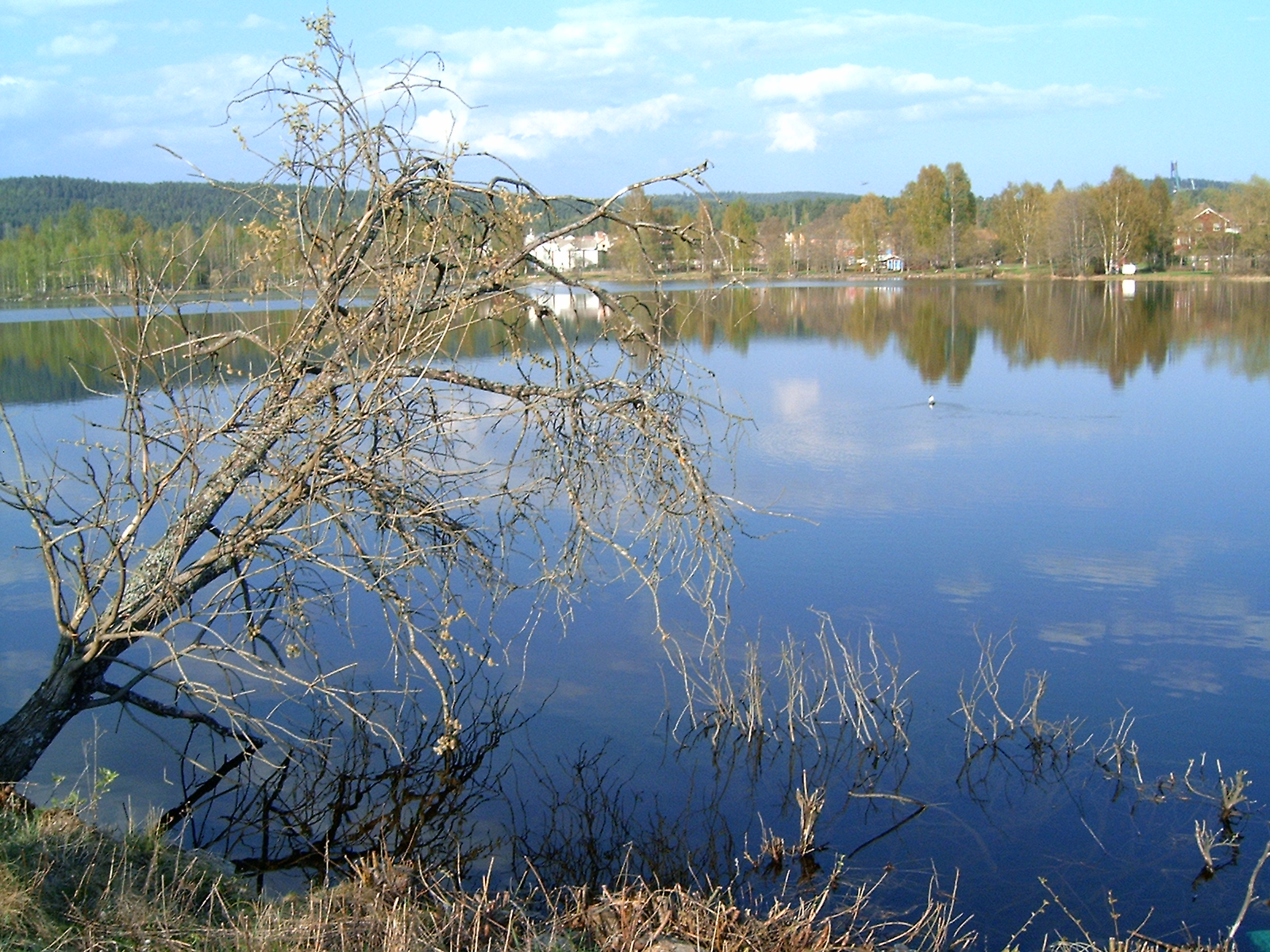
Östanforsån
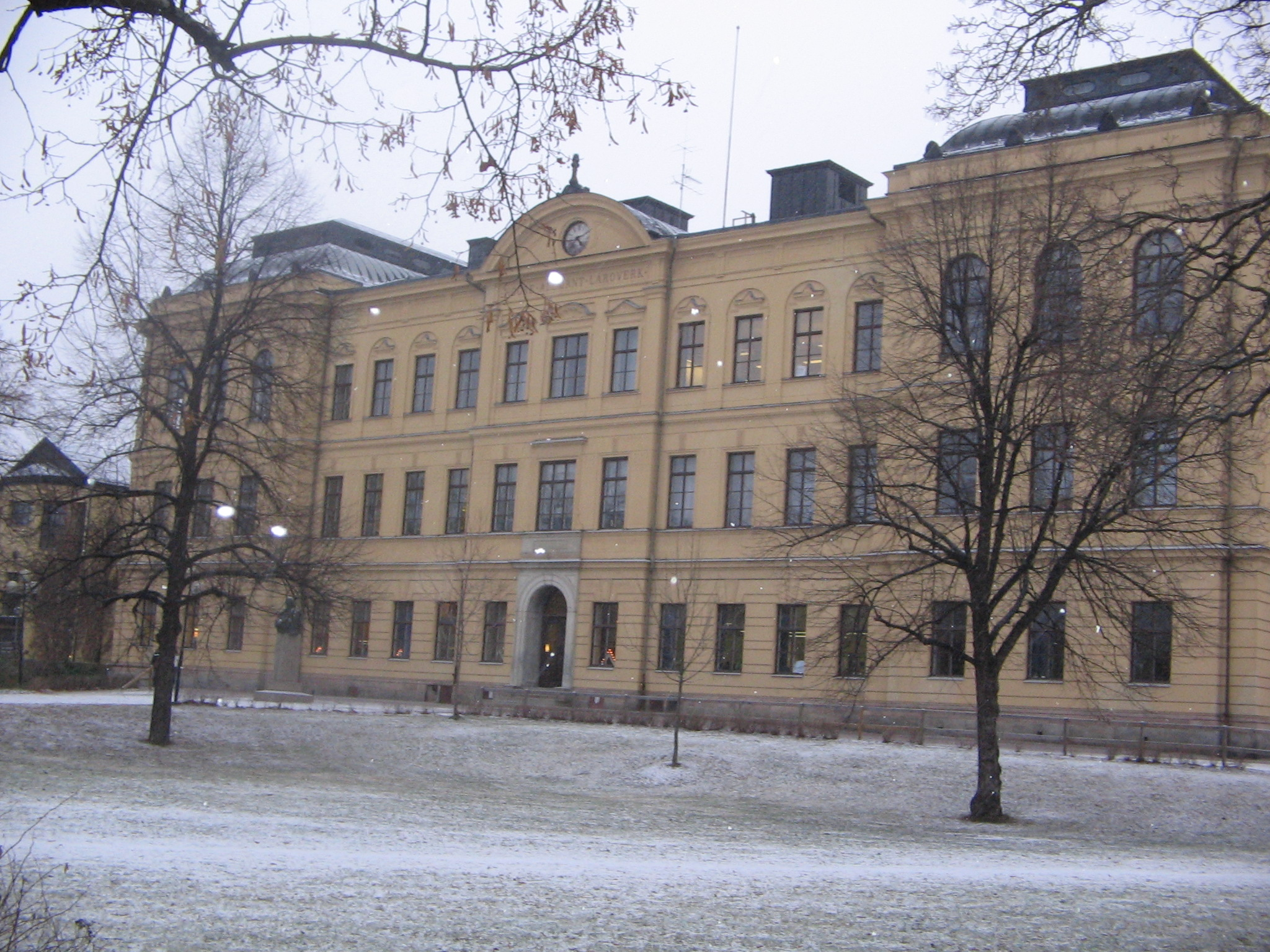
Kristinegymnasiet